# Club Bolívar
Club Bolívar je bolivijský fotbalový klub sídlící ve městě La Paz. Klub byl založen ke stému výročí nezávislosti země a pojmenován podle Simona Bolívara. S třiceti mistrovskými tituly je historicky nejúspěšnějším mužstvem v zemi. Účastníkem nejvyšší soutěže je od roku 1927 a sestoupil z ní na jedinou sezónu v roce 1964.

## Úspěchy
- Mistr Bolívie: 1932, 1937, 1939, 1940, 1941, 1942, 1950, 1953, 1956, 1966, 1968, 1976, 1978, 1982, 1983, 1985, 1987, 1988, 1991, 1992, 1994, 1996, 1997, 2002, 2004 Apertura, 2005 Apertura , 2006 Apertura, 2009 Apertura, 2011 Adecuación, 2013 Clausura, 2014 Apertura, 2015 Clausura
- Vicemistr: 1969, 1975, 1990, 1993, 2001, 2003 Apertura, 2005 Apertura, 2007 Apertura, 2009 Clausura, 2010 Clausura, 2013 Apertura, 2016 Apertura
- Vítěz poháru (Copa Aerosur): 2009, 2010
- Semifinalista Poháru osvoboditelů: 1986, 2014[2]
- Finalista Copa Sudamericana: 2004